# Ludwig Liebel

Ludwig Liebel

Ludwig Liebel (* 23. März 1887 in Pirmasens; † 12. September 1962 in Kaiserslautern) war ein deutscher Politiker (NSDAP). Er war Abgeordneter im nationalsozialistischen Reichstag und im Bayerischen Landtag.

## Biografie
Liebel besuchte nach der Volksschule von 1900 bis 1905 die Lehrerausbildungsanstalt in Speyer und war anschließend in der Pfalz als Hilfslehrer eingestellt. 1906 – nur 1 Jahr lang – war Liebel 2. Lehrer an der Volksschule in dem kleinen pfälzischen Ort Hohenöllen (Kreis Kusel/Rheinland-Pfalz). In seinem Roman schildert er das (fiktive) Leben in diesem Ort zu Beginn des Ersten Weltkrieges bis zum Februar 1920. Er absolvierte 1909 eine Anstellungsprüfung und arbeitete danach bis 1933 als Volksschul- und Hauptlehrer in Fockenberg-Limbach, später in Contwig. Von August 1914 bis 1918 war er im 22. Infanterie-Regiment eingesetzt. Im Krieg war er verwundet worden und war zuletzt im Rang eines Leutnants nur noch der Reserve zugeteilt. Im Jahr 1920 trat er erstmals der NSDAP bei und schloss sich der neu gegründeten Partei zum 16. Dezember 1926 erneut an (Mitgliedsnummer 48.829). Ab 1927 war er Gauredner und ab 1931 Reichsredner der Partei. Von Anfang Oktober 1928 bis Ende Januar 1932 war er Kreisleiter der NSDAP in Zweibrücken. Im Gau Rheinpfalz war er von 1930 bis 1934 Gauamtsleiter des Amts für Beamte und im Sommer 1931 für wenige Monate des Amtes für Erzieher.
Liebel vertrat von 1932 bis 1933 die NSDAP im Landtag von Bayern und war nach dessen Auflösung ab November 1933 Mitglied des nationalsozialistischen Reichstags, wo er bis Kriegsende den Wahlkreis 27 vertrat. Anfang 1934 wurde er Hauptgeschäftsführer der NSKOV und Stellvertreter des Reichskriegsopferführers Hanns Oberlindober. Anfang Oktober 1940 schied er auf eigenen Wunsch aus dem Amt, da von ihm wegen Unterschlagungen anzeigte NSKOV-Funktionäre im Amt verblieben. Er war auch Reichshauptstellenleiter der NSDAP. Von Anfang Oktober 1940 bis Mitte September 1944 war er außerdem Oberbürgermeister der Stadt Diedenhofen in der Westmark. Danach leistete er als Major im Volkssturm Kriegsdienst bis März 1945. Im April 1944 war er noch zum SA-Standartenführer befördert worden.
In der Endphase des Zweiten Weltkrieges geriet er im März 1945 in Kriegsgefangenschaft und war bis August 1947 in Vichy und Landau interniert. Krankheitsbedingt aus der Internierung entlassen, nahm er seinen Wohnsitz in Langwieden. Im August 1949 wurde er in einem Spruchkammerverfahren als „Minderbelasteter“ entnazifiziert.
Schon 1932 veröffentlichte Liebel in Kaiserslautern den durchaus anspruchsvoll – aber mit leichter NS-Tendenz – geschriebenen, autobiografischen Pfälzer Heimatroman „Bauern Musikanten und Soldaten“. Darin beschreibt er besonders das Westpfälzer Wandermusikantentum und seine eigenen Kriegserlebnisse in den Reihen des Königlich Bayerischen 22. Infanterie-Regiments.